# فلور دل ریو (تگزاس)
فلور دل ریو (به انگلیسی: Flor del Rio) یک منطقهٔ مسکونی در ایالات متحده آمریکا است که در تگزاس واقع شده‌است. فلور دل ریو ۱۲۲ نفر جمعیت دارد.